# Rijtuigcodes van de UIC
De UIC (Union internationale des chemins de fer) gebruikt een rijtuigcode en voertuigcode met een uniek 12-cijferig nummer voor elk voertuig (tractievoertuig, wagon of rijtuig). Dit nummer bevat informatie over het voertuig. Deze codering is voor alle bij de UIC aangesloten spoorwegmaatschappijen gelijk. Aan de hand van de rijtuigcode kan een rangeerder of andere belanghebbende direct zien met welk materieeltype hij te doen heeft. Deze nummers bevinden zich aan beide kanten van de voertuigen.

## Overzicht van de twaalfcijferige code
Soort en nationaliteit
Cijfers 1 en 2: Type railvoertuig en aanduiding internationaal gebruik (regiem)
Cijfers 3 en 4: Land van inschrijving
Goederen
Cijfers 5 en 6: Type wagen
Cijfer 7: Subtypes bij goederenwagens
Cijfers 8 t/m 11: Serienummer
Rijtuigen
Cijfers 5 en 6: Type rijtuig
Cijfers 7 en 8: Snelheid en verwarming
Cijfers 9 t/m 11: Volgordenummer
Talgo
Cijfers 5 en 6: Generatie
Cijfers 7 en 8: Type rijtuig
Cijfers 9 t/m 11: Volgordenummer
Tractievoertuigen
Cijfers 5 t/m 11: het typenummer (4 cijfers) en het volgnummer (3 cijfers). Bij Duitse locomotieven wordt cijfer 5 zo gekozen (elektrische locomotief: 91 80 6 ... / diesellocomotief: 92 80 1 ...), dat de controlesom van de cijfers 1 t/m 5 bij de berekening van het controlecijfer een 10-voud is. Hierdoor is het controlecijfer van het 12-cijferig voertuignummer gelijk aan het controlecijfer van het oude 6-cijferige locnummer (voorbeeld: 91 80 6 151 035-3 resp. 151 035-3)
Controlecijfer

Cijfer 12

## Cijfers 1 en 2: type railvoertuig en aanduiding internationaal gebruik

### Wagons en rijtuigen
01-02 Goederen: RIV-EUROP, 2-3 assen, eigendom van spoorwegmaatschappij

03-04 Goederen: RIV-EUROP, 2-3 assen, privé-eigendom 

05-06 Goederen: RIV-EUROP, 2-3 assen, gehuurd 

11-12 Goederen: RIV-EUROP, 4+ assen, eigendom spoorwegmaatschappij

13-14 Goederen: RIV-EUROP, 4+ assen, privé-eigendom

15-16 Goederen: RIV-EUROP, 4+ assen, gehuurd

21-22 Goederen: RIV, 2-3 assen, eigendom spoorwegmaatschappij 

23-24 Goederen: RIV, 2-3 assen, privé-eigendom

25-26 Goederen: RIV, 2-3 assen, gehuurd 

31-32 Goederen: RIV, 4+ assen, eigendom spoorwegmaatschappij 

33-34 Goederen: RIV, 4+ assen, privé-eigendom 

35-36 Goederen: RIV, 4+ assen, gehuurd 

40 Goederen: enkel binnenland (niet RIV), 2-3 assen, service 

41-42 Goederen: enkel binnenland (niet RIV), 2-3 assen, eigendom spoorwegmaatschappij

43-44 Goederen: enkel binnenland (niet RIV), 2-3 assen, privé-eigendom 

45-46 Goederen: enkel binnenland (niet RIV), 2-3 assen, gehuurd 

50 Rijtuigen: enkel binnenland (niet RIC) 

51 Rijtuigen: internationaal gebruik (RIC), vaste spoorbreedte 

52 Rijtuigen: internationaal gebruik (RIC), variabele spoorbreedte 

56 Rijtuigen: internationaal gebruik (RIC), vaste spoorbreedte, bijzondere uitvoering 

61 Rijtuigen: EuroCity-rijtuig, vaste spoorbreedte

62 Rijtuigen: EuroCity-rijtuig, variabele spoorbreedte

64 Talgo: bak van een gelede trein

65 Rijtuigen: Autotransporter voor gebruik met rijtuigen 

71 Rijtuigen: Slaapwagen in ex-TEN-pool, vaste spoorbreedte 

72 Rijtuigen: Slaapwagen in ex-TEN-pool, variabele spoorbreedte

73 Rijtuigen: EuroCity-wagon, luchtdicht

80 Goederen: enkel binnenland (niet RIV), 4+ assen, service

81-82 Goederen: enkel binnenland (niet RIV), 4+ assen, eigendom spoorwegmaatschappij

83-84 Goederen: enkel binnenland (niet RIV), 4+ assen, privé-eigendom 

85-86 Goederen: enkel binnenland (niet RIV), 4+ assen, gehuurd

### Tractievoertuigen, incl. alle bakken van treinstellen
90 Diversen t.w. stoomlocs, hybridelocs enz. 

91 Elektrische locomotieven met maximumsnelheid van meer dan 100 km/u 

92 Diesellocomotieven met maximumsnelheid van meer dan 100 km/u 

93 Bakken van elektrische treinstellen voor hoge snelheid (HSL) 

94 Bakken van overige elektrische treinstellen met een maximumsnelheid tot 249 km/u 

95 Dieseltreinen incl. motorloze delen 

96 Speciale rijtuigen 

97 Elektrische (rangeer)locomotieven met een maximumsnelheid tot 100 km/u 

98 Diesel(rangeer)locomotieven met een maximumsnelheid tot 100 km/u  

99 Onderhoudsvoertuigen voor onderhoud aan de spoorbaan

## Cijfers 3 en 4: landencode
De UIC-landencode is een tweecijferige code bedoeld om het land van herkomst van rollend materieel te kunnen achterhalen. Ze vormen het 3de en 4de cijfer van de UIC-code en staan gedefinieerd in UIC leaflet 920-14. Tot 2005 werd de UIC-eigendomscode gebruikt, die de eigenaar van het materieel aangaf. De code die destijds voor de staatsspoorwegmaatschappij stond wordt nu in de regel gebruikt om het land aan te geven. Om er voor te zorgen dat toch de eigenaar achterhaald kan worden volgt achter (in sommige gevallen voor) de UIC-code een lettercode.
Deze lettercode bestaat uit de afkorting van het land, gevolgd door de afkorting van de eigenaar, gescheiden door een "-".
Oorspronkelijk was het de bedoeling om het tweede cijfer nooit hoger te laten zijn dan het eerste, om het omdraaien van nummers te voorkomen. Met het uiteenvallen van de Sovjet-Unie en Joegoslavië was dit door een tekort aan nummers niet meer mogelijk.
| Kengetal | Afkorting | Land                  |
| -------- | --------- | --------------------- |
| 10       | FIN       | Finland               |
| 20       | RUS       | Rusland               |
| 21       | BLR       | Wit-Rusland           |
| 22       | UA        | Oekraïne              |
| 23       | MD        | Moldavië (land)       |
| 24       | LT        | Litouwen              |
| 25       | LV        | Letland               |
| 26       | EST       | Estland               |
| 27       | KZ        | Kazachstan            |
| 28       | GE        | Georgië               |
| 29       | UZ        | Oezbekistan           |
| 30       | PRK       | Noord-Korea           |
| 31       | MGL       | Mongolië              |
| 32       | VN        | Vietnam               |
| 33       | RC        | China                 |
| 40       | C         | Cuba                  |
| 41       | AL        | Albanië               |
| 42       | J         | Japan                 |
| 44       | BIH       | Bosnië en Herzegovina |
| 50       | BIH       | Bosnië en Herzegovina |
| 51       | PL        | Polen                 |
| 52       | BG        | Bulgarije             |
| 53       | RO        | Roemenië              |
| 54       | CZ        | Tsjechië              |
| 55       | H         | Hongarije             |
| 56       | SK        | Slowakije             |
| 57       | AZE       | Azerbeidzjan          |
| 58       | AZM       | Armenië               |
| 59       | KS        | Kirgizië              |
| 60       | IRL       | Ierland               |
| 61       | ROK       | Zuid-Korea            |
| 62       | CG (MNE)  | Montenegro            |
| 65       | MK        | Macedonië (land)      |
| 66       | TJ        | Tajikistan            |
| 67       | TM        | Turkmenistan          |
| 70       | GB        | Verenigd Koninkrijk   |
| 71       | E         | Spanje                |
| 72       | SRB       | Servië                |
| 73       | GR        | Griekenland           |
| 74       | S         | Zweden                |
| 75       | TR        | Turkije               |
| 76       | N         | Noorwegen             |
| 78       | HR        | Kroatië               |
| 79       | SLO       | Slovenië              |
| 80       | D         | Duitsland             |
| 81       | A         | Oostenrijk            |
| 82       | L         | Luxemburg             |
| 83       | I         | Italië                |
| 84       | NL        | Nederland             |
| 85       | CH        | Zwitserland           |
| 86       | DK        | Denemarken            |
| 87       | F         | Frankrijk             |
| 88       | B         | België                |
| 90       | ET        | Egypte                |
| 91       | TN        | Tunesië               |
| 92       | DZ        | Algerije              |
| 93       | MA        | Marokko               |
| 94       | P         | Portugal              |
| 95       | IL        | Israël                |
| 96       | IR        | Iran                  |
| 97       | CYR       | Syrië                 |
| 98       | RL        | Libanon               |
| 99       | IRQ       | Irak                  |

## Cijfers 5 t/m 8: materieelsoort

### Wagens

#### Cijfers 5 en 6: hoofdindeling type wagens volgens UIC norm
10 t/m 19 type G, Normale gesloten wagen

20 t/m 29 type H, Speciale gesloten wagen

30 t/m 34 type K, Normale 2-assige platte wagen

35 t/m 39 type R, Normale 4-assige platte wagen

40 t/m 44 type L, Speciale 2-assige platte wagen

45 t/m 49 type S, Speciale 4-assige platte wagen

50 t/m 55 & 59 type E, Normale open wagen

56 t/m 58 type T, Wagen met openlegbaar dak

60 t/m 69 type F, Speciale open wagen

70 t/m 79 type Z, Ketelwagen voor vloeibare en gasvormige stoffen

80 t/m 89 type I, Koelwagen

90 t/m 99 type U, Speciale wagen

Cijfers 7 vormt hier de subindeling binnen een type

### Rijtuigen

#### Cijfers 5 en 6: type rijtuig
00 Privé-postrijtuig

01 Privé 1e klas-rijtuig

02 Privé 2e klas-rijtuig

03 Privé 1e/2e klas-rijtuig

04 Privé 1e of 1e/2e klas-ligrijtuig

05 Privé 2e klas-ligrijtuig
 
06 Privé 1e klas-slaaprijtuig 

07 Privé 1e/2e of 2e klas-slaaprijtuig

08 Privé-eetrijtuig

09 Privé-Pullman/salon/party/speciaal rijtuig

10 1e klas-rijtuig met 10 compartimenten of 20-21 rijen

11 1e klas-rijtuig met 11 compartimenten of 22-23 rijen 

12 1e klas-rijtuig met 12 compartimenten of 24-25 rijen

13 1e klas-rijtuig, 3 assen

14 1e klas-rijtuig, 2 assen 

16 1e klas dubbeldeksrijtuig 

17 1e klas-rijtuig met 7 compartimenten of 14-15 rijen

18 1e klas-rijtuig met 8 compartimenten of 16-17 rijen

19 1e klas-rijtuig met 9 compartimenten of 18-19 rijen

20 2e klas-rijtuig met 10 compartimenten of 20-21 rijen 

21 2e klas-rijtuig met 11 compartimenten of 22-23 rijen 

22 2e klas-rijtuig met 12 compartimenten of 24-25 rijen

23 2e klas-rijtuig, 3 assen 

24 2e klas-rijtuig, 2 assen

26 2e klas-dubbeldekrijtuig

27 2e klas-rijtuig met 7 compartimenten of 14-15 rijen

28 2e klas-rijtuig met 8 compartimenten of 16-17 rijen

29 2e klas-rijtuig met 9 compartimenten of 18-19 rijen 

30 1e/2e klas-rijtuig met 10 compartimenten of 20-21 rijen

31 1e/2e klas-rijtuig met 11 compartimenten of 22-23 rijen 

32 1e/2e klas-rijtuig met 12 compartimenten of 24-25 rijen 

33 1e/2e klas-rijtuig, 3 assen

34 1e/2e klas-rijtuig, 2 assen 

36 1e/2e klas-dubbeldekrijtuig

37 1e/2e klas-rijtuig met 7 compartimenten of 14-15 rijen 

38 1e/2e klas-rijtuig met 8 compartimenten of 16-17 rijen

39 1e/2e klas-rijtuig met 9 compartimenten of 18-19 rijen

40 1e of 1e/2e klas-couchetterijtuig met 10 compartimenten 

41 1e of 1e/2e klas-couchetterijtuig met 11 compartimenten

42 1e of 1e/2e klas-couchetterijtuig met 12 compartimenten 

43 1e of 1e/2e klas-couchetterijtuig, 3 1e en 5 2e klas-compartimenten

44 1e of 1e/2e klas-couchetterijtuig, 4 1e en 5 2e klas-compartimenten 

45 1e of 1e/2e klas-couchetterijtuig, 5 1e en 3 2e klas-compartimenten 

47 1e of 1e/2e klas-couchetterijtuig met 7 compartimenten

48 1e of 1e/2e klas-couchetterijtuig met 8 compartimenten 

49 1e of 1e/2e klas-couchetterijtuig met 9 compartimenten

50 2e klas-couchetterijtuig met 10 compartimenten 

51 2e klas-couchetterijtuig met 11 compartimenten 

52 2e klas-couchetterijtuig met 12 compartimenten 

53 2e klas-couchetterijtuig met 10 1/2 compartimenten 

54 2e klas-couchetterijtuig met 11 1/2 compartimenten 

57 2e klas-couchetterijtuig met 7 compartimenten

58 2e klas-couchetterijtuig met 8 compartimenten 

59 2e klas-couchetterijtuig met 9 compartimenten 

60 Slaaprijtuig met 10 compartimenten

61 Slaaprijtuig met 11 compartimenten 

62 Slaaprijtuig met 12 compartimenten

63 Slaaprijtuig met 9 compartimenten

64 Slaaprijtuig met 10 compartimenten 

67 Slaaprijtuig met 7 compartimenten

68 Slaaprijtuig met 8 compartimenten 

69 Slaaprijtuig met 9 compartimenten

70 Slaaprijtuig ex-TEN met 10 compartimenten 

71 Slaaprijtuig ex-TEN met 11 compartimenten

72 Slaaprijtuig ex-TEN met 12 compartimenten

73 Slaaprijtuig ex-TEN met 10 compartimenten

74 Slaaprijtuig ex-TEN met 11 compartimenten

77 Slaaprijtuig ex-TEN met 7 compartimenten 

78 Slaaprijtuig ex-TEN met 8 compartimenten

79 Slaaprijtuig ex-TEN met 9 compartimenten 

80 Ambulance/Instructierijtuig

81 1e of 1e/2e klas-rijtuig met bagageafdeling 

82 2e klas-rijtuig met bagageafdeling

83 2e klas-rijtuig met bagageafdeling, 2 of 3 assen

84 1e klas-rijtuig met buffet

85 2e klas-rijtuig met buffet

87 Eetrijtuig met bagage-afdeling, 2e klas met buffet en bagage-afdeling

88 Eetrijtuig 

89 Party/Saloonrijtuig

90 Postrijtuig

91 Bagage/postrijtuig

92 Bagagewagen met zijgang

93 Bagagewagen, 2 of 3 assen 

94 Bagage/postrijtuig, 2 of 3 assen

95 Bagagewagen met zijgang en douanecompartiment

96 Autotransportwagen, 2 assen

97 Autotransportwagen, 3 assen

98 Autotransportwagen, 4 assen 

99 Expositie-, meet-, speciale rijtuigen

#### Cijfers 7 en 8: snelheid en verwarming
| Nummer   | Snelheid | Soort: Stoom / Elek. | 1000V~17Hz | 1500V~50Hz | 1500V= | 3000V= | Zelfstandige verwarming |
| -------- | -------- | -------------------- | ---------- | ---------- | ------ | ------ | ----------------------- |
| 00       | 120 km/h | E                    | x          | x          | x      | x      |                         |
| 03-04    | 120 km/h | E                    | x          |            |        |        |                         |
| 05       | 120 km/h | E                    |            |            |        |        | x                       |
| 06       | 120 km/h | E                    | x          | x          | x      |        |                         |
| 07       | 120 km/h | E                    |            | x          | x      |        |                         |
| 08-09    | 120 km/h | E                    |            |            |        | x      |                         |
| 10       | 120 km/h | S / E                | x          | x          | x      | x      | x                       |
| 11,12,13 | 120 km/h | S / E                | x          |            |        |        |                         |
| 14,15    | 120 km/h | S / E                | x          |            |        |        |                         |
| 16       | 120 km/h | S / E                | x          | x          | x      |        |                         |
| 17       | 120 km/h | S / E                |            | x          | x      |        |                         |
| 18,19    | 120 km/h | S / E                |            |            |        | x      |                         |
| 20-26    | 120 km/h | S                    |            |            |        |        |                         |
| 27-29    | 120 km/h |                      |            |            |        |        | x                       |
| 30       | 140 km/h | E                    | x          | x          | x      | x      |                         |
| 33,34,35 | 140 km/h | E                    | x          |            |        |        |                         |
| 36       | 140 km/h | E                    | x          | x          | x      |        |                         |
| 37       | 140 km/h | E                    |            | x          | x      |        |                         |
| 38       | 140 km/h | E                    |            |            |        | x      |                         |
| 39       | 140 km/h | E                    | x          |            |        | x      |                         |
| 40,41,42 | 140 km/h | S / E                | x          | x          | x      | x      |                         |
| 43,45    | 140 km/h | S / E                | x          |            |        |        |                         |
| 46       | 140 km/h | S / E                | x          | x          | x      |        |                         |
| 47       | 140 km/h | S / E                |            | x          | x      |        |                         |
| 48       | 140 km/h | S / E                |            |            |        | x      |                         |
| 50,51,52 | 140 km/h | S / E                | x          | x          | x      | x      |                         |
| 53,54    | 140 km/h | S / E                | x          |            |        |        |                         |
| 56       | 140 km/h | S / E                | x          | x          | x      |        |                         |
| 57       | 140 km/h | S / E                |            | x          | x      |        |                         |
| 58       | 140 km/h | S / E                |            |            |        | x      |                         |
| 59       | 140 km/h | S / E                | x          |            |        | x      |                         |
| 60-68    | 140 km/h | S                    |            |            |        |        |                         |
| 69       | 140 km/h |                      |            |            |        |        | x                       |
| 70       | 160 km/h | E                    | x          | x          | x      | x      |                         |
| 72       | 160 km/h | E                    |            | x          |        | x      |                         |
| 73,75    | 160 km/h | E                    | x          |            |        |        |                         |
| 76       | 160 km/h | E                    | x          | x          | x      |        |                         |
| 77       | 160 km/h | E                    |            | x          | x      |        |                         |
| 78       | 160 km/h | E                    |            |            |        | x      |                         |
| 80       | 160 km/h | S / E                | x          | x          | x      | x      |                         |
| 84       | 160 km/h | S                    |            |            |        |        |                         |
| 85       | 160 km/h | S / E                | x          |            |        |        |                         |
| 86       | 160 km/h | S / E                | x          | x          | x      |        |                         |
| 87       | 160 km/h | S / E                |            | x          | x      |        |                         |
| 88       | 160 km/h | S / E                |            |            |        | x      |                         |
| 89       | 160 km/h |                      |            |            |        |        | x                       |
| 90,91    | 200 km/h | E                    | x          | x          | x      | x      |                         |
| 92       | 200 km/h | S / E                |            |            |        | x      |                         |
| 93       | 200 km/h | S / E                | x          |            |        | x      |                         |
| 94,95    | 200 km/h | E                    | x          |            |        |        |                         |
| 96,97    | 200 km/h | E                    | x          | x          | x      |        |                         |
| 98       | 200 km/h | E                    |            | x          | x      |        |                         |
| 99       | 200 km/h |                      |            |            |        |        | x                       |

### Talgo

#### Cijfers 5 en 6: talgo generatie, snelheid en spoorwijdte
01 Talgo III 140 km/h vaste spoorwijdte (1668 mm)

02 Talgo RD 140 km/h variabele spoorwijdte (1435 mm/1668 mm)

03 Talgo Camas 140 km/h variabele spoorwijdte (1435 mm/1668 mm)

04 Talgo Pendular Nacional (Talgo IV) 160 km/h vaste spoorwijdte (1668 mm)

05 Talgo Pendular Internacional (Talgo V) 160 km/h variabele spoorwijdte (1435 mm/1668 mm)

06 Talgo Pendular 200 (Talgo VI) 200 km/h variabele spoorwijdte (1435 mm/1668 mm)

07 Talgo VII 220 km/h variabele spoorwijdte (1435 mm/1668 mm)

08 Talgo 8 200 km/h vaste spoorwijdte (1435 mm)

09 Talgo 9 200 km/h variabele spoorwijdte (1435 mm/1520 mm)

#### Cijfers 7 en 8: type rijtuig
01 1e klas zitrijtuig

02 2e klas zitrijtuig

03 1e klas slaaprijtuig

04 2e klas slaaprijtuig

05 2e klas slaap-eindrijtuig

06 Bar/keuken rijtuig

07 Bagage/service eindrijtuig

08 2e klas zit-eindrijtuig met 2 paar wielen

09 1e klas zit-eindrijtuig

10 Restauratierijtuig

11 Generatorrijtuig met 2 paar wielen

12 Generatorrijtuig met 1 paar wielen

13 1e klas PMR

23 Gran Clase slaaprijtuig

31 Gran Confort zitrijtuig

33 Gran Clase PMR slaaprijtuig

61 Gran Confort zit-eindrijtuig

### Tractievoertuigen, incl. alle bakken van treinstellen
Het vijfde cijfer is in Nederland gelijk aan het tweede.
Het zesde, zevende en achtste cijfer zijn in Nederland afhankelijk van de materieelserie, bv. 1600 wordt 116.

## Cijfers 9 tot 11: exemplaarnummer
Genummerd van 000 of 001 tot 999. Als er meer dan 1000 exemplaren zijn van hetzelfde type zijn, wordt het achtste cijfer ook gebruikt. Bij rijtuigen van de NS werd in het verleden de 9 of de 0 niet als elfde cijfer gebruikt. Sinds de revisie en verbouwing van ICR tot ICRm is bij de hierdoor noodzakelijke vernummering dit principe verlaten (zie voorbeeld 2).

## Cijfer 12: controlecijfer
Kort samengevat: het controlecijfer is zodanig dat als de 12 cijfers vermenigvuldigd worden met de cijfers 212121212121, de som van de cijfers van de uitkomsten een 10-voud is.
Voorbeeld 91 80 6 151 035-3: (1+8) + 1 + (1+6) + 0 + (1+2) + 1 + (1+0) + 1 + (0) + 3 + (1+0) + 3 = 30
Voorbeeld 50 84 20 70 549-5: (1+0) + 0 + (1+6) + 4 + (4) + 0 + (1+4) + 0 + (1+0) + 4 + (1+8) + 5 = 40

## Voorbeelden

### SBB
In 2002 kreeg de SBB (Schweizerische BundesBahnen) locomotief Re 6/6 - 11642 het UIC nummer Re 620 042-2 en vervolgens het voertuignummer: 91 85 4620 042-2.

### VIRM
Het lange baknummer stond bij aflevering bij VIRM alleen bij de nieuwste (4e) serie op de zijkant van elke bak, op het gele deel, in vrij grote cijfers (kleiner dan die van het treinstelnummer, maar groter dan die van het korte baknummer op de grijze strook). Tegenwoordig staat op iedere bak van iedere serie het lange baknummer.
Voorbeelden hiervan:
- stel 9550:
  - 94 84 4921 266-1 is het volledige nummer van mBvk1/2 bak 380 8766 van stel 9550.[2]
  - 94 84 4925 150-3 is het volledige nummer van ABv3/4 bak 380 8150 van stel 9550.[2]
  - 94 84 4915 131-5 is het volledige nummer van ABv6 bak 380 8431 van stel 9550.[3]
- stel 9580:
  - 94 84 4921 326-3 is het volledige nummer van mBvk1/2 bak 290 8826.
  - 94 84 4925 180-0 is het volledige nummer van ABv3/4 bak 380 8180.
  - 94 84 4915 161-2 is het volledige nummer van ABv6 bak 380 8461.
  - 94 84 4921 325-5 is het volledige nummer van mBvk1/2 bak 290 8825.

Het 1e cijfer is bij bakken van een treinstel 9, het 2e cijfer is bij elektrische treinstellen 4, het 3e en 4e cijfer zijn voor Nederland 84, bij Nederlandse treinstellen is het 5e cijfer altijd gelijk aan het 2e cijfer, hier dus 4, en het 6e cijfer (het 1e cijfer van de drie voor de materieelserie) is bij VIRM (nieuwste serie) 9; het nummer van een bak begint daarbij dus met 94 84 49. Het systeem met het controlecijfer reduceert voor dat geval tot: als de resterende 6 cijfers vermenigvuldigd worden met de cijfers 212121, dan is de som van de cijfers van de uitkomsten een 10-voud plus 9.
Bij de mBvk1/2 zijn het 7e en 8e cijfer (het 2e en 3e cijfer van de drie voor de materieelserie) 21, bij de ABv3/4 25, en bij de ABv6 15.
Het 9e t/m 11e cijfer (exemplaarnummer) zijn gelijk aan de laatste drie cijfers van het korte baknummer, eventueel met een bepaald 100-voud verminderd, afhankelijk van het baktype: bij de mBvk1/2 -500, bij de ABv3/4 gelijk, en bij de ABv6 -300.

### ICR
Intercityrijtuigen van een trein hebben bijvoorbeeld de nummers:
- 50 84 82 77 021 - 3
- 50 84 20 70 549 - 5
- 50 84 10 77 316 - 4
- 50 84 20 70 272 - 4

met de eerste twee cijfers 50 voor "Rijtuigen: enkel binnenland (niet RIC)", 84 weer voor Nederland, en voor het 5e en 6e cijfer:
- 10 1e klas-rijtuig met 10 compartimenten of 20-21 rijen
- 20 2e klas-rijtuig met 10 compartimenten of 20-21 rijen
- 82 2e klas-rijtuig met bagageafdeling

## Duitsland
Alle locomotieven en treinstellen van de Deutsche Bundesbahn kregen in 1968 een zescijferig nummer. Het zevende cijfer, achter de streep, is het controlecijfer. Het systeem wordt hieronder uitgelegd; het werkt ook bij de nummering die vanaf 1970 in de DDR werd gehanteerd.
Bij de hernummering die bij de DB in 1968 plaatsvond, kregen alle stoomlocomotieven het cijfer 0 voor het serienummer. Elektrische locs kregen een 1, diesellocs een 2 voor het serienummer. Voortaan werd in de nummering ook onderscheid gemaakt tussen oliegestookte en kolengestookte locs van dezelfde serie. Loc 01 150 werd 001 150, loc 01 1075 (olie) werd 012 075, loc 01 1056 (kolen) werd 011 056. Locs die al een zescijferig nummer hadden, moesten een ander volgnummer krijgen. Zo werd loc 38 2383 vernummerd in 038 382. Het oude nummer bleef hierbij niet altijd herkenbaar, want er mochten natuurlijk niet twee locs hetzelfde nummer krijgen. De grote serie 50 werd verdeeld over de series van 050 tot en met 053. Ook bij andere locs vonden dit soort aanpassingen plaats; zo werden de varianten van de diesellocs V200 verdeeld over de series 220 en 221.
Behalve locomotieven werden ook de rijtuigen van treinstellen voorzien van zescijferige nummers met een zevende controlecijfer.

### Oost-Duitsland

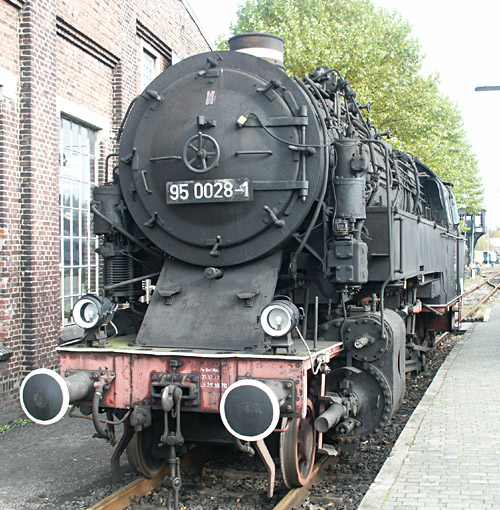
Loc 95 0028, met controlecijfer 1
(Bochum-Dahlhausen, 2002)

De Oost-Duitse spoorwegen (Deutsche Reichsbahn, DR) gingen in 1970 ook over op computernummers, maar men kopieerde niet het systeem van de westerse tegenhanger. Bij stoomlocomotieven werd een 0 gezet voor het loc-volgnummer (dus 95 028 werd 95 0028). Diesellocomotieven kregen een driecijferig serienummer dat met een 1 begon, elektrische locomotieven een driecijferig serienummer dat met een 2 begon. Om deze reden moesten stoomlocs waarvan het serienummer met een 1 of een 2 begon een ander serienummer krijgen; bijvoorbeeld serie 18 werd serie 02.
Toen na de Duitse hereniging in 1990 de twee spoorwegmaatschappijen werden samengevoegd, zijn de Oost-Duitse locs hernummerd volgens de principes van de DB. Bij stoomlocomotieven was dat niet nodig, want die waren toen niet meer in dienst.